# Cynopterus
Genre
Cynopterus est un genre de chauves-souris.

## Liste des espèces
- Cynopterus brachyotis (Müller, 1838)
- Cynopterus horsfieldii Gray, 1843
- Cynopterus nusatenggara Kitchener et Maharadatunkamsi, 1991
- Cynopterus sphinx (Vahl, 1797)
- Cynopterus titthaecheilus (Temminck, 1825)